# هازل وونغ
هازل وونغ هي معمارية تعيش وتعمل في الإمارات العربية المتحدة.

## الحياة والعمل
ولدت في هونغ كونغ وعاشت سابقًا في كندا والولايات المتحدة قبل مكان إقامتها الحالي في الإمارات العربية المتحدة.

### أبراج الإمارات
تم تصميم أبراج الإمارات في عام 1998 واكتملت في عام 2000 ، وقد نسب تقديرًا كبيرًا للمهندسة المعمارية هازل وونغ. زرعت بذرة إنشاء الأبراج في عام 1996، عندما بدأ الشيخ محمد بن راشد آل مكتوم، نائب رئيس الدولة ورئيس مجلس الوزراء للامارات العربية المتحدة وحاكم دبي، مسابقة تهدف إلى إنشاء أكبر برجين في الشرق الأوسط وأوروبا وأفريقيا. أدى التعاون مع هازل وونغ إلى إثمار أبراج الإمارات، التي كانت عاشر أطول مبنى في العالم عند اكتمالها.
يعمل البرج الأطول، المعروف باسم برج الإمارات الأول، كبرج أعمال ويبلغ ارتفاعه 350 مترًا؛  على الرغم من كونه أطول برج إلا أنه يحتوي على 54 طابقًا. يعمل البرج الأقصر، المعروف باسم برج الإمارات الثاني، كفندق مكون من 56 طابقًا  ويبلغ ارتفاعه 305 مترًا. كلا المبنيين تعلوه إبرة ارتفاعها 43.7 مترًا. ويرتبطان بمجمع تجاري من طابقين يُعرف باسم البوليفارد. يضم برج المكاتب عددًا من المكاتب المالية والحكومية مثل مكتب رئيس الوزراء لدولة الإمارات العربية المتحدة، والمجلس التنفيذي، ومؤخراً برنامج مسرعات دبي للمستقبل ومجموعة متنوعة من رواد الأعمال والمهنيين الشباب. برج المكاتب، الملقب بـ «البيت الأبيض في دبي»،  يشهد عددًا كبيرًا من العملاء البارزين والمتنوعين. يتميز الفندق بأتريوم فريد يمتد على 31 طابقًا. يضم الفندق قاعة جودلفين، وغرفة حمام سباحة للعلاج بالتعويم في تاليس سبا، وطابق شوبارد المخصص للسيدات فقط مما يجعله من أوائل الفنادق في الإمارات العربية المتحدة التي تضم طابقًا مخصصًا للسيدات. تقف الأبراج على أرض تبلغ مساحتها 510.000 متر مربع أو 42 فدانًا. من المشاهد الشهيرة على هذه الأراضي الطاووس المتجول بحرية التابع لقصر زعبيل.
يتميز تصميم البرج بمثلثات متساوية الأضلاع تهدف إلى دمج السمات الإسلامية التقليدية في العمارة الحديثة. تم التأكيد بشكل خاص على الأرض والشمس والقمر في الإسلام، وبالتالي، تم تصور هذا الثلاثي في المثلثات متساوية الأضلاع التي تتكون منها الأبراج. المثلثات مغطاة بألواح الألمنيوم مما يسمح لها بالتقاط ضوء الشمس المتغير، مما يخلق منا مختلفة للأبراج. تسمح الألواح المصنوعة من الألمنيوم أيضًا للأبراج بأن تنعكس على بعضها البعض، مما يؤدي إلى تكوين فكرة الحركة،  ولتحقيق اهداف تصميم وونغ  «إنشاء تكوين ووضع البرجين التوأمين بحيث يبدو أنهما يتغيران باستمرار، اعتمادًا على منطقة الرؤية والتوقيت» بالإضافة إلى الالمونيوم تستخدم وونغ  الزجاج والفولاذ والخرسانة بطرق متنوعة لتشكيل لهندسة المعقدة لسطح السقف والقاعدة ذات الأرجل الأربعة للأبراج المثلثية

### سيرينيا ريزيدنس
يتكون سيرينيا ريزيدنس من 250 منزلًا فخمًا يطل على نخلة جميرا وبرج العرب وأفق دبي والبحر. تقع المنازل على هلال نخلة جميرا في ثلاثة مبانٍ متصلة بمساحات مفتوحة وبركة سباحة. نظرًا لأن هذا المشروع السكني مستوحى من المناظر الطبيعية المحيطة،  يسلط التصميم الضوء على الجمال الطبيعي للمنطقة من خلال النوافذ والأبواب الزجاجية الكبيرة التي تسمح بدخول الضوء الطبيعي وتركز الانتباه على على منظر البحر والتصميم البسيط والألوان الفاتحة  لإنشاء فكرة تصفها  وونغ بأنها «أناقة هادئة وشعور خالد.» 